# تپه دوچقا
تپه دوچقا تپه ای تاربخی مربوط به عصر مس‌سنگی است. این تپه در روستای دوچقا در بخش مرکزی دهستان میان دربند شهرستان کرمانشاه، واقع شده است. تپه دوچقا در تاریخ ۱۵ دی ۱۳۸۷ با شمارهٔ ثبت ۲۴۰۹۵ به‌عنوان یکی از آثار ملی ایران به ثبت رسیده است.